# Снятие пятой печати
«Снятие пятой печати» (или «Видение святого Иоанна») — картина Эль Греко, написанная в последние годы его жизни. Современное название получила в 1908 году: его предложил искусствовед Мануэль Коссио, усомнившийся в правильности предыдущего — «Любовь земная».
Согласно данным Метрополитен-музея картина не завершена и серьёзно повреждена.

## История
Картина была написана для придела церкви Госпиталя Иоанна Крестителя рядом с Толедо. Она предположительно являлась частью триптиха, две другие части которого изображали «Благовещение» (ныне в Центральном госпитале, Мадрид) и «Крещение» (ныне в церкви Иоанна Крестителя, Толедо). В инвентории его мастерской, составленной в 1614 году после его смерти, картина фигурирует как «Святой Иоанн Евангелист видит тайны Апокалипсиса».

### Сюжет
Сюжет картины, по предположению Коссио, взят из главы 6 «Откровения Иоанна Богослова» (Откр. 6:9—11), описывающей видения апостола Иоанна во время снятия Агнцем пятой печати.
Картина изображает момент открытия пятой печати, когда Иоанн узрел души мучеников, взывающих к Всевышнему о возмездии своим мучителям. На полотне доминирует экзальтированная фигура Иоанна, вздевающего руки к небесам; за ним видны терзающиеся обнажённые души, которым ангелы приносят одежды Спасения.
В верхней части предположительно находился алтарь и Агнец.

### Утрата верхней части
Значительная часть верхней половины картины была отрезана. Вероятно, она имела сходство с другой работой Эль Греко «Концерт ангелов», написанной для той же церкви и так же отрезанной сверху. Считалось, что на обеих картинах в сохранившихся нижних половинах показана Любовь земная, а в утраченных верхних — Любовь небесная.
В XIX веке картина принадлежала премьер-министру Испании Антонио Кановасу дель Кастильо. Около 1880 года Кановас, не удовлетворённый плохим состоянием полотна, решил провести его реставрацию. «Реставраторы» отрезали как минимум 175 сантиметров верхней части, оставив апостола Иоанна в выразительной позе смотрящим в никуда. Возможно, именно эта несуразица в композиции заинтриговала более поздних зрителей и способствовала распространению славы картины в модернистских кругах.

### Влияние
После смерти Кановаса в 1897 году картину приобрёл за 1000 песет художник Игнасио Сулоага, сыгравший важную роль в возрождении интереса к Эль Греко. Он изобразил «Снятие пятой печати» на фоне своей картины «Мои друзья» (Mis amigos) с портретами нескольких знаменитых участников Поколения 98 года. Известно, что Сулоага показывал картину Пикассо и Рильке. Он заявлял, что «Снятие пятой печати» обладает визионерской силой и является предтечей модернизма. В 1956 году музей Сулоага продал картину Метрополитен-музею в Нью-Йорке, где она и хранится по сей день.

Авиньонские девицы, Пикассо, 1907, Нью-Йоркский музей современного искусства

Предполагается, что «Снятие пятой печати» послужило источником вдохновения для ранних кубистских работ Пабло Пикассо и что особенно это отразилось в экспрессионистской угловатости «Авиньонских девиц», которых он написал после знакомства с картиной Эль Греко в студии Сулоаги. Стилистические сходства и взаимосвязь мотивов между картинами были выявлены в начале 1980-х годов искусствоведом Роном Джонсоном. По словам британского искусствоведа Джона Ричардсона: «„Авиньонские девицы“ говорят о себе немного больше, как только мы понимаем, что у Эль Греко они позаимствовали не меньше, чем у Сезанна». Взаимосвязь между картинами обосновывается, например, наличием одетой фигуры слева и обнажённых справа, что соответствует композиции «Снятия пятой печати» и может символизировать противопоставление земной и небесной любви, хотя по другой версии картина Пикассо является развитием первоначального эскиза, изображающего студента-медика с черепом или книгой в руках, заходящего в комнату с матросом, сидящим в окружении раздетых девиц. Морфологические параллели между картинами также обнаруживаются в экспериментах Пикассо с перевёрнутыми треугольными формами.
Согласно искусствоведу Эфи Фондулаки «начатый Пикассо диалог с Эль Греко через посредство Сезанна в итоге вылился в кубизм». Джон Ричардсон считает, что в апокалипсисе на картине Эль Греко Пикассо увидел способ впитать духовную энергию великого религиозного художника для решения собственных творческих задач — апокалиптическое видение, которому художник следовал всю свою жизнь.